# Любек (футбольный клуб)
«Любек» (нем. VfB Lübeck) — немецкий футбольный спортивный клуб, базирующийся в одноимённом городе в федеральной земле Шлезвиг-Гольштейн. Помимо футбольной команды в клуб также входят секции гимнастики, бадминтона, гандбола и настольного тенниса.

## История

### От основания до Второй мировой
VfB Lübeck является результатом слияния Ballsportverein Vorwärts Lübeck создана 1 апреля 1919 года и Sportvereinigung Polizei Lübeck основана в 1921 году. SV Polizei Lübeck был местным спортивным клубом полиции. Он выступал достаточно хорошо, регулярно попадая в плей-офф чемпионата северной Германии, но не добивался там каких-либо успехов. BSV Vorwärts Lübeck выступал в низших местных лигах до 1933 года, когда он был расформирован нацистским режимом, который считал спортивных клубов рабочих политически нежелательными. Клуб стал частью SV Polizei Lübeck, который вступал в Гаулиге Нордмарк, одном из 16 высших дивизионов немецкого футбола в Третьем рейхе.
Объединенный клуб был переименован в Polizei Sportverein Lübeck в 1935 году и играл в Гаулиге Нордмарк до 1942 года, высшим местом стало третье в сезоне 1940/41. В 1942 году клуб был переименован снова, став Sportgemeinschaft der Ordnungspolizei Lübeck и перешел в Гаулигу Шлезвиг-Гольштейн, когда условия военного времени заставили распасться Гаулигу Нордмарк на три меньшие лиги.

### От послевоенного времени до наших дней
После Второй мировой войны организаций на территории Германии, в том числе спортивные и футбольные клубы были распущены оккупационными властями союзников. В 1945 году бывшие члены SG Ordnungspolizei Lübeck и BSV Vorwärts Lübeck создали новое объединение, назвавшись VfB Lübeck. Новый клуб возобновил играть в высшем дивизионе, во вновь сформированной Оберлиге Север. В следующие полтора десятилетия «Любек» курсировал между Аматорлигой Шлезвиг-Гольштейн(II) и Оберлигой Север (I).
После формировании Бундеслиги в 1963 году, команда оказалась в Региональной лиге «Север» (II), как правило, находясь в середине таблицы. Второе место в 1969 году позволило «Любеку» побороться в квалификационном раунде за выход в Бундеслигу, но клуб занял последнее место в группе с 1 очком после 8 матчей.
После 1974 года «Любек» вылетела из Региональной лиги и скатилась до Ландеслиги Шлезвиг-Гольштейн (IV). Они вернулись во вторую Бундеслигу через два десятилетия в сезоне 1994/95, но вылетела оттуда в сезоне 1996/97. В 2004 году команда достигла полуфинала Кубка Германии, однако, проиграла «Вердеру» в дополнительное время.

## Текущий состав
| №  |               | Поз. | Имя                | Год рождения |
| -- | ------------- | ---- | ------------------ | ------------ |
| 1  | Флаг Германии | Вр   | Ноа Обербек        | 2002         |
| 28 | Флаг Германии | Вр   | Гэвин Дидзилатис   | 2002         |
| 40 | Флаг Германии | Вр   | Лукас Месфельдт    | 2005         |
|    |               |      |                    |              |
| 2  | Флаг Германии | Защ  | Робин Кёлле        | 2001         |
| 3  | Флаг Германии | Защ  | Ян Липпегаус       | 2002         |
| 4  | Флаг Германии | Защ  | Лассе Йетц         | 2002         |
| 5  | Флаг Германии | Защ  | Фавац Кассиму      | 2003         |
| 13 | Флаг Германии | Защ  | Марвин Тиль        | 1995         |
| 17 | Флаг Германии | Защ  | Томми Групе        | 1992         |
| 23 | Флаг Германии | Защ  | Маттис Даубе       | 1998         |
| 30 | Флаг Германии | Защ  | Янник Лёден        | 1989         |
| 33 | Флаг Германии | Защ  | Никлас Кастенхофер | 2001         |

| 6  | Флаг Германии  | ПЗ  | Ноа Плуме              | 1996 |  |  |  |  |
| 8  | Флаг Германии  | ПЗ  | Флориан Эгерер         | 1998 |  |  |  |  |
| 24 | Флаг Германии  | ПЗ  | Мортен Рюдигер         | 1995 |  |  |  |  |
| 25 | Флаг Турции    | ПЗ  | Тарик Гёзюсирин        | 2001 |  |  |  |  |
| 31 | Флаг Германии  | ПЗ  | Мирко Боланд           | 1985 |  |  |  |  |
| 24 | Флаг Германии  | ПЗ  | Свен Фрайтаг           | 2002 |  |  |  |  |
|    |                |     |                        |      |  |  |  |  |
| 7  | Флаг Германии  | Нап | Мариус Хауптман        | 1999 |  |  |  |  |
| 9  | Флаг Финляндии | Нап | Киммо Хови             | 1994 |  |  |  |  |
| 10 | Флаг Германии  | Нап | Мануэль Фаррона-Пулидо | 1993 |  |  |  |  |
| 11 | Флаг Германии  | Нап | Феликс Дринкут         | 1994 |  |  |  |  |
| 20 | Флаг Хорватии  | Нап | Вьекослав Тариташ      | 1999 |  |  |  |  |
| 29 | Флаг Германии  | Нап | Матс Факлам            | 1996 |  |  |  |  |
| 39 | Флаг Германии  | Нап | Оскар фон Эсебек       | 2003 |  |  |  |  |

## Тренерский штаб
| Должность                 | Имя              |
| ------------------------- | ---------------- |
| Главный тренер            | Гуэрино Капретти |
| Помощник главного тренера | Пьер Беккен      |
| Тренер вратарей           | Арвид Шенк       |
| Менеджер команды          | Даниель Паулс    |
| Клубный врач              | Ульф Зайдель     |
| Клубный врач              | Штефан Барк      |
| Клубный врач              | Бернд Штаден     |
| Клубный врач              | Юстус Гилле      |
| Физиотерапевт             | Маттиас Штоббе   |
| Физиотерапевт             | Макс вон Фритшен |